# Hevesy (cráter)
Hevesy es un cráter de impacto ubicado en la cara oculta de la Luna, cerca del Polo Norte. Se encuentra entre los cráteres Bosch en el noroeste; Christmas en el noreste; y Plaskett y Haskin. El gran cráter Rozhdestvenskiy se halla al noreste.
|  |

Se superpone a la mitad oriental de un cráter sin nombre. Su forma es circular, aunque su perfil aparece significativamente destruido. En su contorno yacen numerosos impactos, entre los que destaca el cráter satélite Rozhdestvensky U. En su parte occidental el brocal presenta una brecha de grandes proporciones. Hevesy alcanza su mayor altura en la parte oriental. El suelo interior es relativamente plano, aunque está salpicado por numerosos cráteres diminutos.
Lleva el nombre del químico húngaro George Hevesy (1885-1966) por decisión de la UAI en 2009.